# Simeon Eben Baldwin
Simeon Eben Baldwin, född 5 februari 1840, död 30 januari 1927, var en amerikansk rättsvetenskapsman, professor i juridik och guvernör i Connecticut.

## Familj
Simeon E. Baldwin var son till juristen, guvernören i Connecticut och amerikanske senatorn Roger Sherman Baldwin och Emily Pitkin Perkins. Hans farfar var Simeon Baldwin och hans farmors far var Roger Sherman.
Den 19 oktober 1865 gifte han sig med Susan Mears Winchester, dotter till Edmund Winchester och Harriet Mears. De fick tre barn: Florence, Roger och Helen.

## Tidigt liv
Baldwin föddes i New Haven, en stad som fortsatte vara hans hem genom hela hans långa liv. Samtidigt som han deltog i händelser av nationell och internationell betydelse, var han också nära förknippad med det politiska, juridiska och intellektuella livet i sin hemstad och sin delstat i mer än ett halvt sekel.
Som liten pojke gick han på Hopkins Grammar School i New Haven, Connecticut. Han kände sig bunden av lojalitet och intresse till denna skola resten av sitt liv. Han var aktiv i allt arbete för före detta elever och ordförande för dess styrelse i flera år. År 1910, när skolan fyllde tvåhundrafemtio år, höll han tal om skolans historia. Kort före sin död behövde skolan nya lokaler och då var han den kanske störste individuelle bidragsgivaren till de donationer som gjorde det möjligt att ge skolan nya lokaler. Han tyckte om att tala om skolan som den fjärde äldsta skolan i USA.
Efter Hopkins Grammar School studerade han vid Yale College, och tog examen där 1861. Det finns inte mycket information om hans fyra år vid universitetet. Under tiden där skrev han dagbok, ur vilken han läste valda delar vid återföreningen femtiofem år efter examen, men den dagboken går inte att få tag på. Han bör ändå ha visat prov på den studietalang som han visade senare i livet, ett bevis för detta kan vara att han valdes in i föreningen Phi Beta Kappa. Han var studiekamrat med poeten Edward Rowland Sill.

## Tidig karriär
Under de två år som följde på hans examen studerade han juridik vid Yale, Harvard och sin fars byrå. Han antogs till advokatsamfundet 1863 och började arbeta som jurist. Han kom långt senare att arbeta som domare i Connecticuts högsta domstol i sjutton år och som guvernör, vilket måhända kan dölja det faktum att han var en mycket framgångsrik advokat. Han vann framgångar både i Connecticut och andra delstater och med detta följde goda inkomster.
Han hade kvar ett advokatkontor nästan till slutet av sitt liv, som han besökte dagligen så länge hans hälsa tillät det och till vars juridiska bibliotek han hela tiden skaffade fler verk. Så sent som 1919 avslöjade han i sin bok The Young Man and the Law (Den unge mannen och juridiken) att han i hjärtat var advokat. Han var en av dem som 1878 bildade USA:s advokatsamfund, där han blev direktör 1890 och var chef för dess byrå för komparativ rätt från 1907 till 1919.

## Undervisning
Under mitten av sitt liv undervisade han i juridik. En av hans studenter, som liksom han själv blev ordförande vid Connecticuts högsta domstol, skrev att hans studenter såg hans insatser som lärare som "viktigare och med mer inflytande på människor än något annat av hans arbeten. Troligen fanns det i hans dagar inte ett halvdussin lärare i juridik i vårt land som nådde upp till hans klass". Hans styrka som lärare kan också tolkas som en bakgrund till att förbundet för USA:s juridiska högskolor (Association of American Law Schools) valde honom som ordförande 1902.
Han fick förordnande vid juridiska fakulteten vid Yale Law School 1869. Han arbetade för denna fakultet i femtio år, inte förrän 1919 gick han i pension som professor emeritus. Han var den som gjorde mest för att höja fakultetens anseende. Han utökade fakultetens numerär, startade nya kurser, utvecklade examensarbetena och tog under lång tid en stor del av det ekonomiska ansvaret för fakultetens existens. Det var karakteristiskt för honom att när fakulteten införde en ny pedagogik på rättsfallsbasis, som han och de flesta av hans jämngamla motsatte sig, förblev han ändå lojal mot fakulteten och gav den ett stort legat i sitt testamente.
Vid sidan om hans arbeten som advokat och professor, tog han aktiv del i det offentliga livet i New Haven. Han hade uppdrag i styrelsen för allmänna parker (Public Parks commission), New Haven common council och styrelsen för sjukhuset New Haven Hospital. Han var också intresserad av religion och var ordförande för New Havens kongregationalistiska klubb och för KFUM. Från 1884 till 1896 var han ordförande i New Haven Colony Historical Society.

## Offentliga uppdrag

### Tidiga politiska uppdrag
Baldwin var också engagerad på många sätt för hela delstaten Connecticut. Han var egentligen aldrig politiker och alla de politiska uppdrag han tog var sådana som erbjöds honom utan att han själv aktivt sökte dem. Trots det blev han tidigt sammankopplad med politiken i Connecticut.
Han började som kandidat för Republikanerna till Connecticuts senat 1867, men blev inte vald. År 1884 var han en av de "oberoende" som vägrade stödja presidentkandidaten James G. Blaine och valdes till ordförande för Republikanerna i Connecticut.

### Guvernör
Hans främsta politiska merit fick han som gammal man. Han hade nått den ålder då han automatiskt gick i pension från tjänsten som ordförande för delstatens högsta domstol, den 5 februari 1910, då han fyllde 70 år. Senare samma år nominerades han till guvernör för Demokraterna och vann valet. Han tillträdde som guvernör den 4 januari 1911 och efterträdde republikanen Frank B. Weeks. Baldwin var den förste demokraten på posten som guvernör i Connecticut sedan 1895.
Vid Demokraternas nationella konvent i juni 1912 fick han tjugo röster för att bli partiets presidentkandidat. I november samma år blev han omvald för en andra tvåårsperiod, i en delstat som normalt var ett starkt republikanskt fäste.
Baldwins andra period som guvernör slutade den 6 januari 1915, då han efterträddes av republikanen Marcus H. Holcomb. I valet i november året dessförinnan var han Demokraternas kandidat till USA:s senat för den period som skulle börja den 4 mars 1915. Det valet blev en republikansk jordskredsseger, men Baldwin fick ändå flera tusen röster mer än Demokraterna i övrigt.

### Offentliga utredningar
Det var oundvikligt att, med den respekt Baldwin hade som jurist, han skulle få uppdrag för olika statliga utredningar. Mindre än ett decennium efter det att han började arbeta som jurist, 1872, utnämndes han av Connecticuts parlament till en femmannautredning som skrev 1875 års revisioner av Connecticuts General Statutes. Samma år blev han ledamot av en kommission som såg över utbildningslagarna i delstaten. Sex år senare utnämndes han till en femmannautredning av den dåvarande guvernören i Connecticut, enligt beslut av parlamentet, för att utreda förenklingar i rättegångsreglerna. Denna kommission gav förslag till ett antal regler som godkändes och antogs av domstolarna som grund för civilrättsprocesser.
År 1886 tillsattes en kommission för att ta fram ett bättre system för delstatens skatter. Baldwin var ledamot av kommissionen och skrev dess rapport. Han var ordförande för en ny kommission 1915-17 inrättad av delstaten för att revidera skattelagarna.

### Internationella uppdrag
Baldwin utsågs 1899 av utrikesdepartementet till delegat för USA till den sjätte internationella fångvårdskonferensen, som sammanträdde året därpå i Bryssel. Även 1905 var han USA:s delegat till en liknande konferens i Budapest och tjänstgjorde som konferensens vice ordförande. Vid denna konferens presenterade han sin rapport "By what principles and in what manner may convicts be given work in the fields, or other public work in open air?" Sedan han hade utsetts 1904 av president Roosevelt till en av USA:s delegater, valdes han till vice ordförande för den internationella kongressen för jurister som hölls vid världsutställningen i St. Louis det året.

## Ideella organisationer
Baldwin var också aktiv i välgörenhetsorganisationer och kyrkliga sammanhang. Vid olika tillfällen var han chef för General Hospital Society of Connecticut respektive Missionary Society of Connecticut. Han var också aktiv i General Conference of Congregational Churches of Connecticut och delegat för dessa kyrkor till deras nationella kongress.
Baldwin var dessutom aktiv i många lärda sällskap. Han deltog ofta vid möten, skrev uppsatser för dem och fick höga positioner i deras styrelser. Han var ordförande i American Social Science Association (1897), International Law Association (1899), American Historical Association (1905), Political Science Association (1910), American Society for the Judicial Settlement of International Disputes (1911), Connecticut Academy of Arts and Sciences, Connecticut Society of the Arch'ological Institute of America (1914). Han var även vice ordförande för Arch'ological Institute of America (1898) och av avdelningen för social och ekonomisk vetenskap av American Association for the Advancement of Science (1903). Han var ledamot av Institute of International Law. Dessutom var han medlem av National Institute of Arts and Sciences, American Philosophical Society, American Antiquarian Society, och var engagerad i Massachusetts Historical Society, Colonial Society of Massachusetts och L'Institut de Droit Comparé.

## Författarskap
Baldwin författade skrifter inom många olika områden. Bland hans främsta verk märks: A Digest of All the Reported Cases... of Conn. (2 vols., 1871, 1882), Cases on Railroad Law (1896), Modern Political Institutions (1898), American Railroad Law (1904), The American Judiciary (1905), The Relations of Education to Citizenship (1912), Life and Letters of Simeon Baldwin (1919), The Young Man and the Law (1919).
Han skrev även många artiklar och pamfletter. Tio år innan sin död samlade han och gav nära hundra av dessa i fyra inbundna volymer till Yale Law School. Han hade betitlat volymerna: Law and Law Reform, Studies in History, International and Constitutional Law och Studies in Legal Education and Social Sciences. Medan dessa titlar väl visar vilka ämnen han skrev om, omfattade de fyra volymerna inte alla hans olika publicerade verk.

## Baldwin som person
Baldwin var inte över medellängd och framstod som något skör i kroppen. Han tog långa dagliga promenader på egen hand större delen av sitt liv, men på grund av dålig syn gick han något framåtlutad för att se vägen några få meter framför sig.
Utåt framstod han som kall, värdig och allvarlig. Några av dem som kände honom bäst ansåg att han i själva verket var varmhjärtad, men det karaktärsdrag som alla lade märke till var hans reserverade, stränga sätt. Han var mer en person att respektera än att tycka om. Han var lika djupt religiös som sina puritanska förfäder och mycket tolerant mot andra människors tro. Han var alltid beredd att till och med kämpa mot staten för vad han såg som individens konstitutionella och lagliga rättigheter.
Han var sparsam till en sådan grad att en gång som guvernör, när han var på resande fot med sin stab, deltog han inte i en middag i en restaurangvagn som hade ordnats särskilt för dem, utan åkte i en vanlig vagn och åt en sandwich som han hade tagit med hemifrån. Trots sparsamheten var han ännu mer generös. En del av hans liv var det modernt med höga hattar. Sådana hattar brukade doneras till välgörande ändamål när de blev gamla. Medan han lämnade in en hatt för 15 cent, donerade han också 1 500 dollar.
Han var obändig när det gällde att stå upp för sina principer, men när det gällde smärre frågor respekterade han alltid majoritetens vilja även om han hade kämpat hårt emot den innan en omröstning.
Han var en tystlåten person, men kunde bli aggressiv när han ansåg det behövas. Det blev han i ett meningsutbyte med Roosevelt, när denne hade vågat sig på att kritisera hans förmåga som domare.
Han var alltid i tid till möten, hur liten betydelse mötena än kunde ha. Samma punktlighet krävde han också av andra, så att han till och med vägrade vänta på middagsgäster som var sena. Han var mycket konservativ, men inte reaktionär, han hade ett öppet och aktivt sinnelag. Medan hans plädering för kastrering och spöstraff som generella straff för kriminella verkade arkaiska, kunde han också starta debatter över hela landet om radikala nya idéer, som i hans "The Natural Right to a Natural Death".

## Lufträtt
I januari 1910 gav han ut "The Law of the Airship", och i november "Liability for Accidents in Aerial Navigation". På hans förslag införde Connecticut en lag om användande av flygmaskiner 1911, den första i sitt slag. Frankrike införde kort därefter en lag med Connecticuts lag som förebild.
År 1911 hade han två artiklar om rättsregler kring luftskepp i utländska tidskrifter, Revue de l'Institut de Droit Comparé och Zeitschrift für Völkerrecht und Bundesstaatsrecht. Trots hans arbeten inom många olika områden, var han alltid mest intresserad av moderna rättsregler. Trots sitt arbete inom många olika fält, låg hans verkliga intresse alltid inom modern juridik. Hans historiska studier gick inte längre tillbaka än till kolonial historia, närmare bestämt Connecticuts historia. Få personer har spelat en så viktig roll i så många olika aktiviteter i sitt samhälle.

## Ytterligare information
Good likenesses of Baldwin in his later years, American Bar Association Journal, februari 1927, s. 73, och i Yale Alumni Weekly, 11 februari 1927, s. 555; för en bedömning av Baldwin och vad han åstadkommit, se de artiklar som följer dessa och även Yale Law Journal, mars 1927, s. 680; New Haven Journal-Courier, Hartford Times, Hartford Courant, 31 januari, 1 och 2 februari 1927; Who's Who in America, 1899-1927. En komplett lista av hans skrifter finns i Yale University Library; partiella listor, tillsammans med biografiskt material, finns i registret över dem som tog examen 1861, Yale College, publicerad av den avgångsklassens sekreterare, särskilt för åren 1888, 1903, 1907, 1916. Hans juridiska bibliografi, någorlunda komplett till och med 1901, trycktes i Yale Law Journal, november 1901, ss. 14-16. De domar han skrev medan han var domare i Connecticut finns i Conn. Reports, volymerna LXIII-LXXXIII. För fakta om hans bråk med Roosevelt, se Outlook, volym XCVII, januari 1911, ss. 240-244.